# FMEA
故障モード影響解析(FMEA)（えふえむいーえー、英: Failure Mode and Effect Analysis）は、故障・不具合の防止を目的とした、潜在的な故障の体系的な分析方法である。

## 概要
故障モード影響解析(FMEA)は、「設計の不完全や潜在的な欠点を見出すために構成要素の故障モードとその上位アイテムへの影響を解析する技法」である。フォルトツリー解析（FTA：Fault Tree Analysis）がトップダウン手法であるのに対し、FMEAはボトムアップ手法という違いがある。FMEAは、FTA、HAZOP（Hazard and Operability Study）、デザインレビューとともに国際電気標準会議（IEC：International Electrotechnical Commission）の国際規格になっており、現在第３版のIEC 60812:2018 である。第2版のIEC 60812:2006はJIS C 5750-4-3：2011「第4-3部：システム信頼性のための解析技法−故障モード・影響解析（FMEA）の手順」として発行されている。

## 故障モードとは
故障モード（英: failure mode）は「故障状態の形式による分類。例えば、断線、短絡、折損、摩耗、特性の劣化など」であり、「故障そのものではなく、故障をもたらす不具合事象の様式分類である。」別の言葉で言えば、製品システムを構成する項目（item）の構造的な（根源的な）破壊をいう。一方、故障とは機能障害である。何もなくただ機能しないということはありえなく、その製品が機能しない原因となる不具合が必ずある。この故障（機能障害）を引き起こした不具合、これが故障モードである。
全く用途も構造も異なる機器でも、電気回路を内蔵している限り、例えば「断線」ということが起こるかもしれない。機器やそのモデルごとに起こりうる故障を全て考えるのは一般的に不可能であるが、故障を引き起こす不具合、つまり故障モードは類型的に分類できる。また、ある製品の新しいモデルがどう故障しやすいか直接予想することは難しい。しかし、断線などの故障モードはどうして起こるか、どれくらい起こりやすいかある程度予想が可能である。それで、故障モードから故障にいたるメカニズムを手繰っていくことで「故障の質的予想を系統的に統一的に行うことが可能になる」。これが故障モードを考える意味である。
製造工程についても故障モードを考えるが（工程FMEA）、この場合、部品をつけなかった、正しい手順でつけなかったというような、その工程で行うべきと決められていることに違反することが故障モードになる。結果として生ずる不良やトラブルは「影響」であって故障モードとは言わない。

## 歴史
FMEAは1940年代にアメリカ軍隊が正式に導入した。その後、航空宇宙開発の分野では、製造量も少なく費用のかかるロケット技術において、間違いをなくすために使用した。例えばアポロ計画でも使用している。アポロ計画でのHACCPプロセスに適用され、その後、HACCPは食品業界全体に普及した。人間を月に送り、安全に地球に帰還させる方法を開発する際、つまり1960年代にはFMEAを導入する重要な原動力があったわけである。1970年代になると、フォードが、ピントの問題後、安全と規制遵守のためにFMEAを自動車業界に導入した。自動車業界では、FMEAを製造プロセスにも適用し（PFMEA または工程FMEA）、故障を引き起こす恐れのある工程を量産開始前に検討し始めた。
FMEAは、1950年ごろのジェット機開発（アメリカ合衆国：グラマン社）の際、操縦システムの信頼性評価のために、最初に使用されたともいわれている。日本では1970年ごろから一般に使われるようになった。
FMEAは、最初は軍が発展させた手法である。現在では半導体、食品、 合成樹脂、ソフトウェア、医療健康などを含む各種産業で広く用いている。FMEAはまた、米国自動車工業会（AIAG：Automotive Industry Action Group）の先行製品品質計画（APQP：Advanced Product Quality Planning）のプロセスに取り入れ、製品開発及び製造プロセス設計の際にリスクを低減することに役立てている。APQPでは、製品と製造工程に対する影響（故障）を拾い上げるために、潜在的な原因を考えなければならないことになっている。リスクの度合い（RPNと呼ばれる指標）に基づいて対策しなければならないことを決め、対策した後に再度リスクの度合いを評価する。
自動車業界で、ISO 9000の技術仕様を定めたISO TS 16949でFTA、FMEAを参照しており幅広く取り組んでいる。
トヨタ自動車ではFMEAを｢故障モードに基づく設計レビュー（DRBFM：Design Review based on Failure Mode）｣をGD3（GDキューブ：良い設計、良いディスカッション、良い観察）の一部として取り入れている。現在、このDRBFMはアメリカ品質協会が対応しており、詳細な手引きを提供している。

## 手法
FMEAは、下記のような流れで行うことがある。製品・市場規模、状況、段階、重要度などに応じて、やり方を仕立てること(tailoring)が大切である。

### 準備
要員の選定・招集
FMEAを実施するために4人から6人のその場限りのFMEA班を組織する。要員は様々な分野から選抜し、また対象の製品（または工程）に対する理解度も様々であることがよいとされる。社員の教育をかねる例もあり、例えば、設計完了後、トラブルシューティングのためにFMEAを実際に活用し、後進への指導が行われたことを説いている者がいる
システムの構造・機能の把握
本来、ある機能を実現する為に製品が設計されるのであるから、設計段階ですでにシステムの構造・機能の把握は完了しているはずの作業である。ただ、前述のとおり必ずしも設計した当人だけでFMEAを行うわけではなく、班が題材にしているのはそもそも何なのかということを確認するために、この作業を行う。例えば、図面やフローチャートなどの設計資料や製品のプロトタイプ、工程をチーム全員で検分し、FMEAの対象（製品・工程）について共通の正しい理解をメンバーに持ってもらう。
対象部位の選定
例えば自動車を考えてみれば、製品や工程全体に対して一度にFMEAを行うことは現実的ではない。適当な単位に分割し、複数の班で同時に行うか、ひとつの班が何回かに分けてFMEAを行う。FMEA実施中の脱線を防ぐために、それぞれのFMEAの対象は明確に、具体的に決める必要がある。
要求される機能の記述
故障モードがまずあり、その故障モードが機能に及ぼす影響を検討するのがFMEAであるから、本来、FMEAの最初に機能を検討する必要はない。ただ、故障モードを列挙する際、ある故障に対してそれを引き起こす故障モードを考えることも成されるので、要求される機能を故障モードの前に書くフォームを習慣的に使用する。

### 実施
故障モードの列挙
FMEAは故障モードを列挙することから始まる。基本的には故障モードは，典型的なものを含む。例えば、ボルトは折れるかもしれないし、配管は詰まるかもしれない。ただしこの時、その故障モードが実際に起こるかどうかは考えない。例えば「こんな太いボルトが折れるはずはない」とか「この配管はそもそも詰まるものは流れない」などというような故障モードが実際に発生するかどうかの可能性は考慮せずに列挙する。次に、故障モードを列挙する際、設計FMEAを行っているのであれば、設計した状態に潜在する故障モードのみを列挙する。つまり、対象の製品は設計どおりの正しい部品を正しく組み立てたという前提で考える。例えば、「ボルトの長さが足りない場合締結が不十分になる」などというのは工程FMEAで考慮する故障モードか（正しい部品をつけない、という故障モード）、あるいは単なる設計不具合（寸法を間違えた）となる。また、工程FMEAを考えるときも設計は正しいという前提で故障モードを列挙する。例えば、「寸法公差が不適切で部品同士が合わない場合がある」などというのは設計上のミスであって、工程FMEAで考慮すべき故障モードではない。なお、故障モードを列挙する際は、チームでブレーンストーミングをして列挙する方法も推奨されているが、より効率的な方法として誘導語付きブレーンストーミング(guided brain storming)である国際規格HAZOPを利用することが浸透してきている。
故障モードの影響
故障モードを列挙した後、それぞれの故障モードについてその影響を考える。もちろん、ひとつの故障モードが複数の影響をもたらすこともある。また、ある部品を考えている場合でも、この部品の中で起こる故障モードの影響が、その部品を組み込む装置で出ることも考慮しなければならない。例えば自動車のエンジンの部品で、自動車のボディに取り付けるための部品が緩んだ、という故障モードの影響を考えるとする。エンジンという部品にはほとんどなんの影響もないかもしれないが、エンジンが振動し自動車全体では大きな影響をもたらすかもしれない。故障モードの影響の評価はFMEAの結果に特に大きく影響するので、故障モードの影響を正しくまた漏れなく考えあげることは特に重要である。
想定される故障モードの原因の記述
各故障モードごとに考えられる原因を記述する。記述は簡単にするべきであるが、対策に直接結びつくように書く。例えば、磨耗という故障モードの原因を考えるとき、「擦れる為」というのは原因とはいえるが、FMEAの成果を有効に活用するためには「振動による○○との磨耗」のように書く。このように書けば何を対象に対策するのか明確だからである。
影響の厳しさ・頻度・検出可能性の評価
影響の厳しさ・頻度・検出可能性という3つの指標で各故障モードに点数をつけて評価を行う。点数は1から10の10段階で行う例が多いが、4段階・5段階にすることもある。それぞれの指標の点数は少ないほど好ましい評価である。影響の厳しさという指標は故障モード発生した場合の被害の大きさである。例えば、影響が全くない場合は1、人命に影響がある場合は10などとする。頻度は故障モードの起こりやすさである。これは過去の事例から類推する。事実上起こりえない場合1、故障モードが発生することが常態になっている場合を10などとする。検出可能性は、設計FMEAの場合は設計期間中に故障モードを発見できるかどうかという指標である。例えば、あるボルトが折れるという故障モードを考えた場合、各種の試験でこのボルトを折れているかどうか確認することになっておらず、さらに試験中に折れても全く分からないという場合、検出可能性は全くないことになる（10段階なら10点）。なお、各指標の評価水準はあらかじめ決めておき、常にその評価水準を使用する。顧客から評価水準をあらかじめ示される場合もある。例えば、アメリカの自動車会社の場合、供給者はAIAGのFMEAマニュアルにある評価水準を使用するように求められる。
危険優先指数（RPN）の計算と対策の要請
危険優先指数とは、上記の影響の厳しさ・頻度・検出可能性の3つの指標の評価点を全て掛け合わせたものである。10段階で評価すれば、1000点が最高点となり、1点が最低点である。全ての潜在的な故障モードに対して対策をすることができれば理想的ではあるが、 全く実際的ではない。班は、RPNの高いものを選んで対策を担当部署に要請する。もちろん具体的な対策案を示す場合もある。RPNが何点以上を対策の対象にするかということは任意に決める（例えば200点以上、100点以上など）。また、RPNで並べると、影響の厳しさが大変高くても、頻度や検出可能性が低い場合優先度が低くなる。つまり、どんなに頻度が低くても、検出が容易だとしても、絶対に起こるべきではないという種類の故障モードが見逃されてしまうことになる。そこでRPNの値によらず、影響の厳しさの高いものは対策の対象とする。あるいは3つの指標の評価を掛け合わせずに、影響の厳しさ・頻度・検出可能性の順に評価点を並べて3桁の数字（10段階評価でも頻度や検出可能性が10点ということは実際にはあまりないから）にし、影響の厳しさが大きいものの優先度が高くなるようにする方法もある。

### フォローアップ
対策の実施
FMEAの結果に基づいて、対策を行う。
対策実施後の、致命度再評価
対策の結果、致命度が下がったかどうか、また、対策によって新たな問題が発生していないかを検証する。
重要な故障モードの情報共有
どうしても対策が取れなかった構成要素・故障モードについては、情報を共有しておき、今後に活かす。
2次FMEAの実施
上記の状況によって、さらに解析が必要な部分において、範囲を狭めてFMEAを行う。

### FMEAの方法自体の改善
石田勉は「FMEA実施の仕組みについても改善を重ねていくことが大切」と述べている。

## 適用の範囲
FMEAは、適用する範囲によっておおまかに、設計FMEA（製品設計FMEAとも呼ぶ）・機能FMEA・工程FMEA（プロセスFMEAとも呼ぶ）の3つに分類している。

### 設計FMEA
設計FMEA（設計故障モード影響解析：Design FMEA）は、製品設計段階で用いられる。製品を成す部品・ユニット毎に単純化された故障モードを挙げ、これらの故障モードが製品に及ぼす影響を予想することにより、潜在的な事故・故障を設計段階で予測・摘出する。さらにこれら故障モードに対して故障が発生する確率、発生した場合の影響の大きさ及び、発生の見つけにくさなどを評価・採点，ランク付けを行い重大な事故・故障を予防する。
なお、「ランク付け」について、次のような欠点を指摘する説もあり、最近は、ランキングではなく絶対評価をする方法を採用することもある。
- 評価が全部終わらないと対策を講ずべき対象が決まらず、設計業務が停滞する。
- ランクを決めても、どこまで対策を必要とするか判断の基準がなく、カンに頼る結果となる。その証拠に、対策必要基準をRPN=100とする説、80とする説、125とする説など諸説紛々で全く統一性がない。このことは、基準を決める根拠が不在であることを示す。
- ランクを決める考え方は、次のような誤った論拠に基づいている。すなわち、「FMEAは対策すべき対象を絞るために用いる。すべて対策を行うのなら採点は不要だから要因すべて対策を取れば良いわけでFMEAの登場場面はない。限られたリソース（時間、資金など）の中で問題解決する最大の効果を得るには優先付けすることが必要である。FMEAはそのためのツールである 」という。しかし専門家による設計は、機能と同時に信頼性を確保しつつ行うので、FMEAを実施しても少数の欠陥しか見つからないのであって、優先順位を問題にする必要性が全くない。RPNを指標とするFMEAは、完全に論拠を失っている。

### 機能FMEA
機能FMEAとは、「ハードウェア及びソフトウェアの機能構成に着目して行うFMEA」を言う。

### 工程FMEA
工程FMEA（工程故障モード影響解析：Process FMEA）は、「作業及び管理のプロセス要素に着目して行うFMEA」である。製造工程における故障発生の原因・仕組みを設計段階で追求し、工程の改善を行うために工程管理部門が用いる。設計FMEAと違うところは、まず、準備するものが、QC工程図・作業手順書・設備仕様書など、工程の理解に必要な書類になること、次に、故障モードの抽出の視点が製品そのものでなく、製品を製造するための物(例えば、人、材料、設備、方法、環境)に向くことである。例えば、人の作業を必要とする工程では、ヒューマンエラーを考慮する必要がある。
- 工程FMEAにおける「故障モード」とは、製品FMEAの場合と同様に「システムの破壊形式」、すなわち、工程設計で決めたことに違反することである。
- この違反が導く影響、頻度、潜在性を評価する点で、製品FMEAと変わりないが、唯一異なる点は、潜在性の判断期間である。製品FMEAでは設計管理中に欠陥を見つけることの困難性であるが、工程FMEAでは工程を実施している間も検知期間に含まれる。